# Фінал Кубка Іспанії з футболу 1949
Фінал Кубка Іспанії з футболу 1949 — футбольний матч, що відбувся 29 травня 1949 року. У ньому визначився 47-й переможець кубка Іспанії.

## Шлях до фіналу
| Валенсія               | Валенсія  | Валенсія                 | Раунд           | Атлетік               | Атлетік   | Атлетік                                         |
| ---------------------- | --------- | ------------------------ | --------------- | --------------------- | --------- | ----------------------------------------------- |
| Суперник               | Результат | Матчі                    |                 | Суперник              | Результат | Матчі                                           |
| -                      | -         | -                        | Четвертий раунд | Аренас Клуб Гечо      | 8–2       | 8–2 вдома                                       |
| -                      | -         | -                        | П'ятий раунд    | Аренас (Сарагоса)     | 7–0       | 7–0 вдома                                       |
| Депортіво (Ла-Корунья) | 1–0       | 1–0 вдома                | 1/8 фіналу      | Реал Мадрид           | 6–4       | 2–2 на виїзді; 1–1 вдома; 3–1 (нейтральне поле) |
| Реал Сосьєдад          | 5–3       | 3–2 вдома; 2–1 на виїзді | 1/4 фіналу      | Хімнастік (Таррагона) | 3–2       | 3–0 вдома; 0–2 на виїзді                        |
| Барселона              | 5–4       | 3–1 вдома; 2–3 на виїзді | 1/2 фіналу      | Еспаньйол             | 8–3       | 2–1 на виїзді; 6–2 вдома                        |

## Подробиці
| 29 травня 1949 |

| Валенсія      | 1:0      | Атлетік (Більбао) |
| ------------- | -------- | ----------------- |
| Фернандес 62' | Протокол |                   |

| Нуево Чамартин, Мадрид Глядачів: 70 000 Арбітр: Хуліан Арке |

|  |  |

| В                |  | Ігнасіо Ейсагірре    |
| З                |  | Луїс Діас Ернандо    |
| З                |  | Альваро Перес Васкес |
| З                |  | Вісенте Асенсі       |
| ПЗ               |  | Антоніо Пучадес      |
| ПЗ               |  | Сальвадор Монсо      |
| Н                |  | Вісенте Сегуї Гарсія |
| Н                |  | Сільвестре Ігоа      |
| Н                |  | Мундо (к)            |
| Н                |  | Пасьєгіто            |
| Н                |  | Епіфаніо Фернандес   |
| Тренер:          |  |                      |
| Хасінто Кінкосес |  |                      |

| В          |  | Раймундо Лесама     |
| З          |  | Мануель Барренечеа  |
| З          |  | Роберто Бертоль (к) |
| З          |  | Франсіско Селая     |
| ПЗ         |  | Каніто              |
| ПЗ         |  | Хосе Луїс Панісо    |
| Н          |  | Августин Гаїнса     |
| Н          |  | Феліш Аррієта       |
| Н          |  | Тельмо Сарра        |
| Н          |  | Венансіо            |
| Н          |  | Хосе Луїс Більбао   |
| Тренер:    |  |                     |
| Гаррі Бегг |  |                     |